# ケルスターバッハ
ケルスターバッハ (ドイツ語: Kelsterbach, ドイツ語発音: [ˈkɛlstɐbax]) は、ドイツ連邦共和国ヘッセン州グロース＝ゲーラウ郡に属す市である。フランクフルト・アム・マイン南西のマイン川蛇行部左岸に位置する。同名の小川ケルスター川がマイン川に合流する。
元々は主に農業の村であったが、20世紀の初めに鉄道フランクフルト - マインツ線が建設されて以降、急速に変貌した。大企業が定住し、近隣のヘーヒスト・アム・マインやグリースハイムの化学工場への通勤者で人口は増加した。第二次世界大戦後の数十年で、近くに位置するフランクフルト空港に関連した企業が数多く進出している。この街は流通業や化学産業にとって重要な街である。この街は1952年に市に昇格した。

## 地理

### 位置
本市は、マイン川左岸、すなわち東岸から南東岸、フランクフルトのシュタットヴァルトの西に位置する。市北部に位置する元々の市中心部は通常「ウンタードルフ」（直訳すると「下の村」）と呼ばれる。フランクフルトのシュタットヴァルトから西に向かって 8 km にわたって延びる高さ約 17 m のケルスターバッハ段丘の上に位置する「オーバードルフ」（直訳すると「上の村」）は、20世紀初頭の鉄道建設・工業化以後に開発された。ケルスターバッハは、フランクフルト都市圏およびフランクフルト/ライン＝マイン大都市圏の一部である。

### 隣接する市町村
ケルスターバッハは、西はハッタースハイム・アム・マイン＝オクリフテル（マイン＝タウヌス郡）、北はフランクフルト・アム・マインのジントリンゲン、ヘーヒスト、シュヴァンハイム、東は同じくフランクフルト・アム・マインのフルークハーフェン、南西はラウンハイム（グロース＝ゲーラウ郡）と境を接している。

### 市の構成
地元では、昔からの街を「ウンタードルフ」、ケルスターバッハ段丘上の新しい街を「オーバードルフ」と呼ぶが、これらの地区割りは公式には存在しない。

## 歴史

### 石器時代
21世紀になるまで、ケルスターバッハはヨーロッパで最も古い解剖学上の現代人（新人）が発見された街であるとされていた。「ケルスターバッハの婦人」として有名な、約 32000年前のクロマニョン人のものと推定されていた頭蓋骨は、2004年の人類学者ライナー・プロッチュのスキャンダルで偽物であることが判明し、跡形もなく処分された。ケルスターバッハ段丘で中石器時代の細石器が発掘された。これが定住の痕跡であるかどうかは未確定のままである。新石器時代のあらゆる時期の陶製の出土品も、継続的な集落の存在を示すものではない。

### 青銅器時代、鉄器時代
これに対して、青銅器時代に集落が存在していたことは、ほぼ間違いない。この時代初期の重要な発見は1937年に最初になされた。その後、ケルスターバッヒャー・シュパンゲ建設時の1972年にレーマーシュナイゼとシュヴェーデンシャンツェとの間のケルスターバッハ段丘辺縁部で青銅器時代の遺跡複合体が発見された。考古学調査の概要から、マイン川から 10 - 15 m 上の段丘上に青銅器時代中期から後期にかけて集落があったことが判明した。鉄器時代初期（紀元前700年から450年頃）の集落の痕跡もいくつも発見されている。

### ローマ時代
古い出土品が、3世紀にはケルスターバッハのマイン川沿いの低地にローマ時代の集落があったと推定される根拠となった。1973年、アウフ・デム・ヴァイルゼーという耕作地のローマ時代の火葬墳墓から発見されたレンガ片と硬貨は、2001年から2003年にかけての地球物理学的調査のきっかけとなった。これにより重要な建築構造物が発見された。ヨハン・ヴォルフガング・ゲーテ大学フランクフルト・アム・マインの考古学研究所は2004年から2005年に大規模な発掘調査を行った。この調査で、数多くの出土品とともに、泉のある建物が発掘された。この邸宅は「クラインヴィラ」（小邸宅）と呼ばれている。年代は紀元200年から220年頃と推定されている。260年頃のリメス陥落後に放棄された。

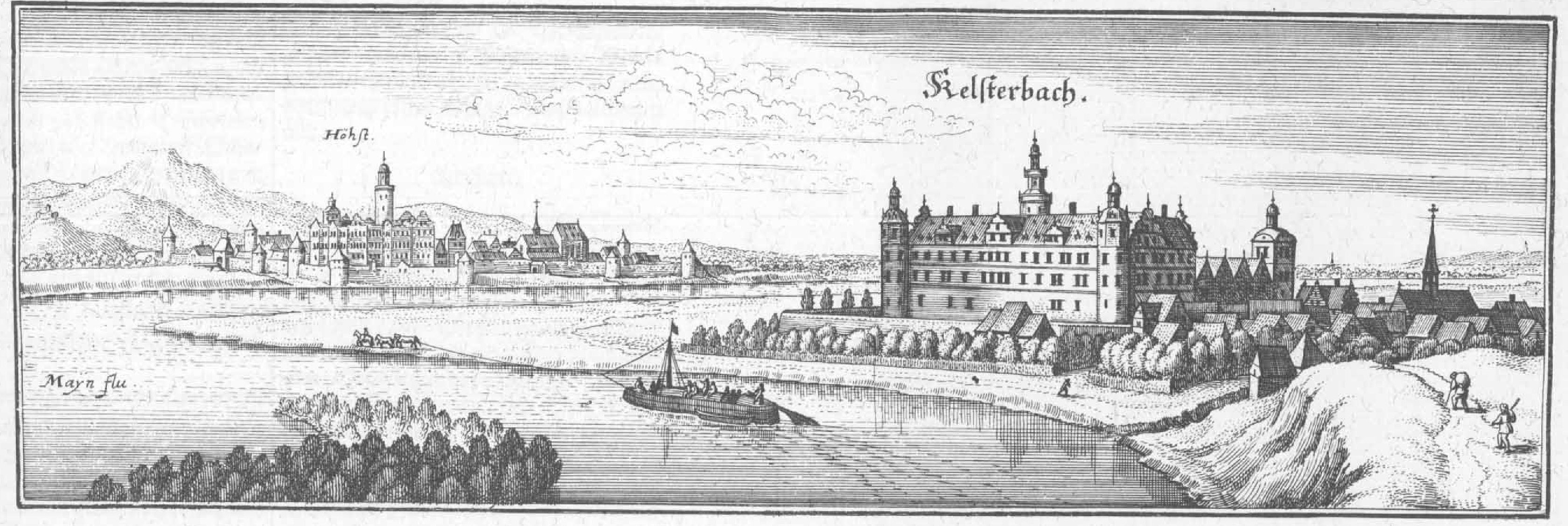
1655年のマテウス・メーリアンの版画に描かれたケルスターバッハ

### 中世
この街の名はフランク語の Gelsterbach（gelster = 騒がしい音を立てる）に由来すると考えられている。Gelsterbach の最初の文献記録は、他の多く村と同様、ロルシュ・コデックスになされている（850年頃）。その後ケルスターバッハは、何世紀にもわたってハイン城を行政中心地とするドライアイヒ狩猟場に属した。1433年にこの地域の統治権がイーゼンブルク家に移った後も狩猟権は王に属した。ケルスターバッハはアムト・ランゲンに属した。イーゼンブルク＝ロンネブルク伯アントン1世は1533年にルター派に改宗し、アウクスブルクの宗教和議が成立した後に臣民に対して領主の信仰に合わせるよう強制した。1565年の遺産分配でイーゼンブルク＝ロンネブルク伯ヴォルフガングは摂政に就いた。1566年にはケルスターバッハ城の建設に着手した。この建設には21年を要した。その外観は、マテウス・メーリアンの版画で知ることができる。その後、アムト・ランゲンの役所がケルスターバッハに移された。1583年、領主の改宗に伴いケルスターバッハはカルヴァン派の街になった。同じ年に伯は、初めての学校を創設した。伯は、1597年12月に亡くなった後、ケルスターバッハ城の城館礼拝堂に葬られた。後継者は弟のハインリヒであったが、ヴォルフガングの4年後に亡くなった。相続された地域はこの頃に再びルター派に戻された。これによりイーゼンブルク伯家に強い緊張が走った。ハインリヒは死を目前にしてヘッセン＝ダルムシュタット方伯ルートヴィヒ5世と契約を結んだ。これにより、アムト・ケルスターバッハはハインリヒの死後ヘッセン＝ダルムシュタット方伯に譲り、改革派の教義に戻ることを拒むこととされた。

### 近世、近代
ヘッセン＝ダルムシュタット方伯へのアムト・ケルスターバッハの密かな売却は、帝室裁判所での長期にわたる権利闘争をもたらした。1601年から1711年まで争われた結果、最終的にはイーゼンブルク＝ビューディンゲン家の完全な敗北で終わった。その間にケルスターバッハ城は三十年戦争でスウェーデン軍によって破壊された。エルンスト・ルートヴィヒ方伯はケルスターバッハを、交通の便の良い土地にあるにもかかわらず、手工業都市として拡充させる計画を立てていた。1699年から1712年に現在も存在しているノイケルスターバッヒャー通りが造られた。通りに面して 3階建ての住居や作業場が設けられ、ここにカルヴァン派の難民を住まわせる計画であった。しかし多くの問題が起こり、この計画は頓挫した。
18世紀中頃、ルートヴィヒ8世は、民営のファヤンス焼きの工場を引き取り、陶磁器業を興した。マイセンで修行した絵付師クリスティアン・ダニエル・ブッシュにその運営が託された。ケルスターバッハで働いた最も有名な陶工がカール・フォーゲルマンである。その工場（ケルスターバッヒャー・ポルツェラン）は、1761年から1768年までしか操業しなかった。その製品はダルムシュタットのヘッセン大公陶磁器コレクションに収蔵されており、オンラインカタログで見ることもできる。2011年に、ケルスターバッハの陶磁器業250年を記念して、ダルムシュタットのプリンツ・ゲオルク宮殿でケルスターバッハ磁器のコレクション展が開催された。1756年にアムトの役場はメルフェルデンに移されたが、アムト・ケルスターバッハの名前はそのまま残された。
1821年に創設されたグロース＝ゲーラウ行政管区は、新たに設けられた行政区分で、旧アムト・ケルスターバッハはこれに編入された。役所はランゲンに置かれた。この行政管区は、早くも1832年にグロース＝ゲーラウ郡に改編された。これ以後今日に至るまで、ケルスターバッハはグロース＝ゲーラウ郡の歴史と郡域に組み込まれている。1900年にヘルフマン通り労働者住宅地が建設された。1899年に設立された自動車工場が1904年にフェアアイニヒテ・クンストザイデンファブリーク（＝合同人絹工場）、後のフェアアイニヒテ・グランツシュトフ AG へ転換したことは重要である。この工場はその後、2000年にグローバル化の犠牲となるまでの100年間、当時人口 3,000 人だった街の発展に寄与した。
第二次世界大戦中、ケルスターバッハには、多くは東ヨーロッパから連行された外国人強制労働者の通過収容所があった。このため、「ルッセンラーガー」（直訳すると「ロシア人収容所」）とも呼ばれた。収容所は現在のアウトバーン近くの変電所の場所にあった。
20世紀後半には、南に境を接するフランクフルト空港の拡張によって市の面積はかなり削られた。ケルスターバッハはヘッセン州の行政改革に伴って、空港に接する 733 ヘクタールの土地をフランクフルト市に割譲した（1975年10月14日のフランクフルト・アム・マインとの市境変更および討議事項示談書）。重要な経済基盤が失われる危惧に対して、利益分配制度が締結された。こうして発展は持続されたが、自治体の独立性に対して疑問が起こり、ケルスターバッハは徐々にグロース＝ゲーラウ郡の他の自治体から分離して考えられるようになっていった。1974年、ヘッセン州の地域再編に伴うフランクフルト周辺自治体連合への加盟により、フランクフルトへの合併を一旦は逃れた。
ケルスターバッハは、1952年にラウンハイムとともに都市権を与えられた。

### 人口推移
人口推移は以下の通り。
- 1606年: 34人または戸
- 1629年: 20戸
- 1694年: 113人

## 宗教

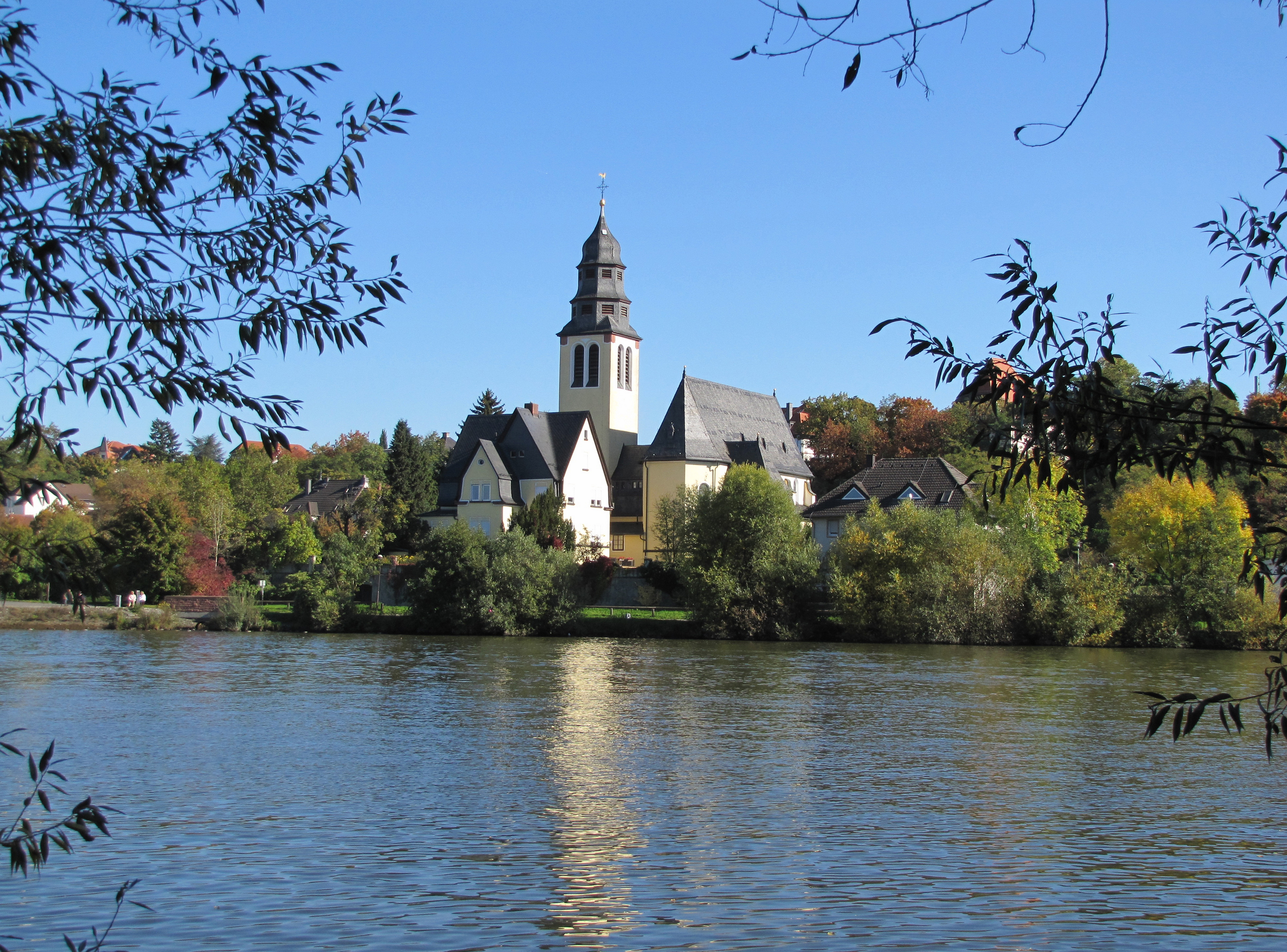
ヘルツ＝イェズ教会

ケルスターバッハには、ヘッセン＝ナッサウ福音派教会に属す3つのプロテスタント教会組織がある。キリスト教会、平和教会、聖マルティン教会である。マインツ司教区リュッセルスハイム首席司祭区に属すカトリック教会がヘルツ＝イェズ教会組織で、ヘルツ＝イェズ教会や聖マルクス教会で祭事を行っている。

## 行政

### 議会
ケルスターバッハ市の市議会は、37議席からなる。

### 首長
ケルスターバッハ市の市長は、2008年からマンフレート・オッケル (SPD) が務めている。

### 姉妹都市
- ボージュ（フランス、メーヌ＝エ＝ロワール県）1979年8月31日

## 経済と社会資本

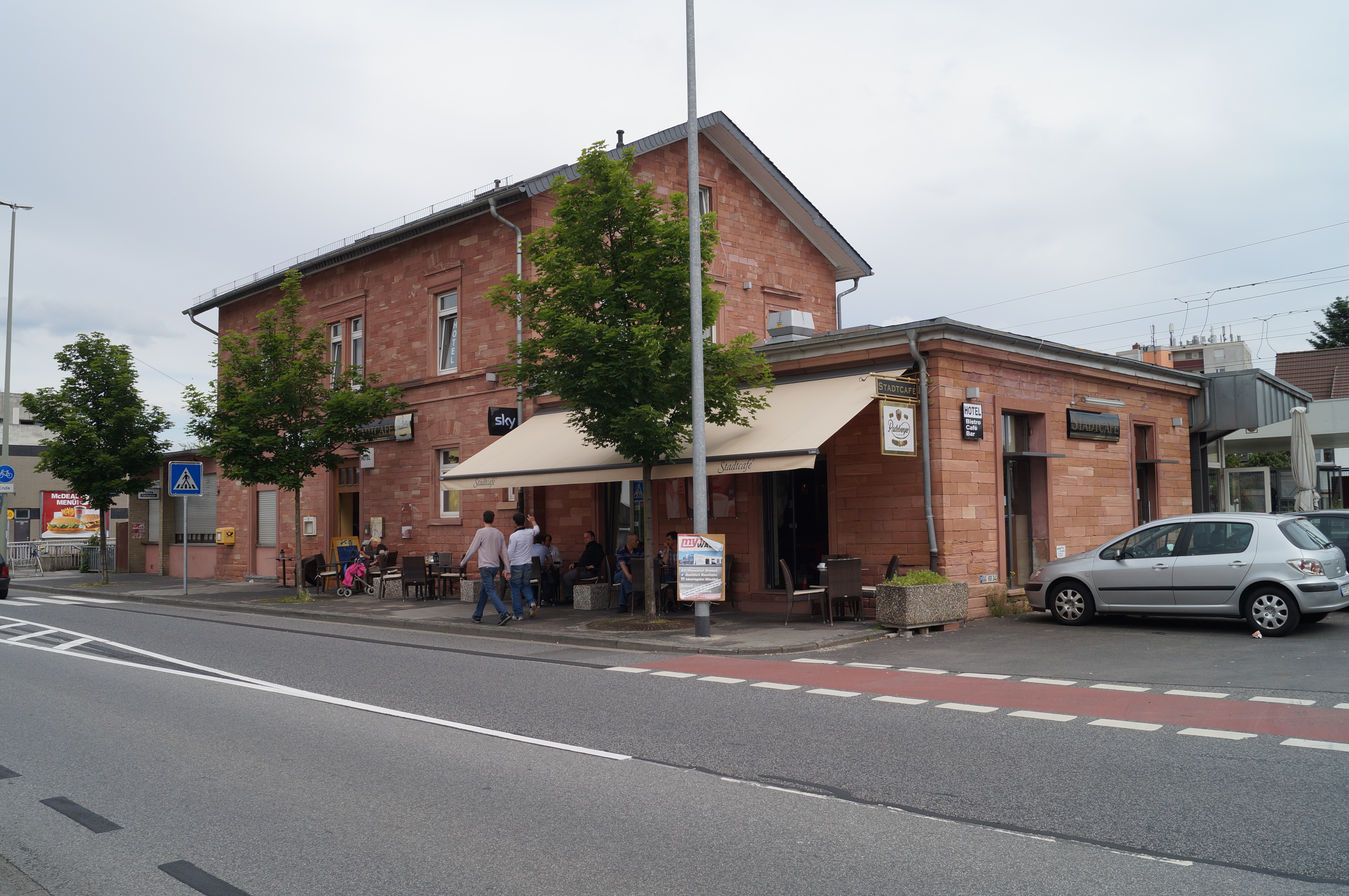
ケルスターバッハ駅

### 交通

#### 道路交通
ケルスターバッハにはアウトバーン A3号線のインターチェンジがあり、連邦道 B40a号線とアウトバーン誘導路を使って、迅速に A66号線にアクセス可能である。連邦道 B43号線は、ケルスターバッハ市内を通っている。2010年春以降、ケルスターバッハを通る連邦道 B43号線は一般道に格下げされ、市の管理下に置かれている。市の管理責任者は、総重量 3.5 t 以上の車輌を B40号線、空港環状線、オクリフテラー通りに迂回させ安全性を確保する新たな交通規制を設けた。これにより、旧B43号線を通る通過交通量が抑制されるとともに、ケルスターバッハの産業地区にとっては、アウトバーン A3号線のケルスタバッハ南インターチェンジを経由してケルスターバッハに至るルートが確保された。

#### 鉄道
ケルスターバッハ市内をマイン鉄道が通っており、ケルスターバッハ駅でフランクフルト空港へ向かう空港線が分岐している。
Sバーンの S8号線、S9号線が通っている。この路線を使うと、3分弱でフランクフルト空港へ、約 15分でフランクフルト中央駅へ、約 30分で州都のヴィースバーデンにアクセスできる。

#### 公共交通
ケルスターバッハでは LNVG GG が 4系統、traffiQ が 1系統のバス路線を運営している。これらの路線の運行はクールヘッセン地方交通 (RKH) およびアウトブス・ジッペル社である。
| 路線番号 | 経営者  | 運行会社       | 路線 |
| -------- | ------- | -------------- | --- |
| 68       | traffiQ | Autobus Sippel | フランクフルト＝シュヴァンハイム - ケルスターバッハ総合学校                                                    |
| 72       | LNVG GG | RKH            | （ギンスハイム -）ビショフスハイム - リュッセルスハイム - ラウンハイム - ケルスターバッハ - フランクフルト空港 |
| 73       | LNVG GG | RKH            | 「ケルスターバッハ市バス」 墓地 - 市庁舎 - フランクフルト空港                                                  |
| 74       | LNVG GG | RKH            | 「ケルスターバッハ市バス」 スポーツパーク - 市庁舎 - ベルリナー通り                                            |
| 75       | LNVG GG | RKH            | 「ケルスターバッハ市バス」（墓地 -）スポーツパーク - 市庁舎 - ベルリナー通り（- ニーダーヘレ）                 |
| 78       | LNVG GG | RKH            | 「ラウンハイム市バス」 ラウンハイム駅 - メンフホーフ産業地区 - ケルスターバッハ駅                              |

### 社会資本
ノルト＝ジュート＝ライトゥング（ドイツ西部を南北に結ぶ送電網）の建設に伴い、1926年にケルスター近郊に大きな変電所が建設された。現在は、RWE AG 傘下のこの変電所では、380, 220, 110 kV の電圧が扱われている。フランクフルト空港の拡張のため、南側からの高圧送電線は何度も張り直された。計画された着陸用滑走路建設のために変電所は2006年から2007年にかけて移転され、近代化がなされた。
ケルスターバッハには大きな室内レジャープール施設があったが2008年3月に閉鎖され、新しい小振りのスポーツ・レジャープールに改装された。また、グロース＝ゲーラウ郡で最も大きく、最も近代的な市立図書館（2008年ヘッセン図書館賞受賞）、工学総合学校、多くの基礎課程学校、1校の特別学校がある。ケルスターバッハ市は、自らが学校経営を行っているヘッセン州唯一の郡所属市（ただし、人口5万人以上の特別市を除く）である。教会が経営する 7園の幼稚園は市の補助を受けている。かつての城館は青年センターとして利用されている。
日用品以外の買い物をする店は市内にはほとんどないが、ショッピングセンターが建設中（2008年現在）である。
近郊のレジャースポットには、すぐ近くのマイン川の岸辺、夏にはかなり混み合うジュートパーク（南公園）、湖や鳥獣保護区もある広大なシュタットヴァルトがある。マイン川の岸辺を除き、これらの場所は、2007年末に計画監査局が許可したフランクフルト空港拡張計画に基づき、かなりの部分がフラポート AG（フランクフルト空港の管理運営会社）の管理下に置かれることになっている。

### 自転車道
マイン川沿いには多くの自転車道が通っている。
- ヘッセン自転車道 R3号線（ライン＝マイン＝キンツィヒ自転車道）は、「シュペートレーザーライターの轍」のモットーの下、ライン川、マイン川、キンツィヒ川沿いにフルダを経由してレーン山地のタンに至る。エルトヴィレ・アム・ラインからホーホハイム・アム・マインまでの区間は、R3号線はラインハウアー・リースリング・ルートを通っている。
- 地域的なテーマルートであるレギオナルパークルート・ジュートヴェスト、ライン＝マイン・フェアグニュングスルート3号線「マインシュピッツェ - メンヒブルーフ」(46 km)

### 地元企業
ケルスターバッハは、すぐ近くに位置するフランクフルト空港の恩恵を受けると同時に制約も受けている。ケルスターバッハ南産業地区は空港に接する位置にある。数多くの流通会社がここに支社を置いている。
- ルフトハンザ・システムス AG - 流通に関する IT サービス業者でケルスターバッハに本社を置いている。
- シェンカー・ドイチュラント AG - シェンカー AG のドイツ国内部門本社
- ヘルマン・ワールドワイド・ロジスティクス
- ニッポン・エクスプレス（ドイチュラント）GmbH
- フェデックス

かつて精油所があったマイン川沿いの広さ 110 ha のメインヒホーフ・ゲレンデにフラポートAGは新しい工業・産業地区を開発した。ここに、主に小口、個人向けを対象とした流通業者が最初の企業として立地した。ここは計 6,000人が働く産業地区となる予定である。

### サークル活動
スポーツ施設や市の文化施設では活発なサークル活動（約 90 のサークルやグループがある）が行われている。ケルスターバッハは「サークルの街」を自称している。多くの文化活動の他、ケルスターバッハは9月の第1日曜日に開催される伝統的な教会開基祭で市外にも知られている。この「ケルヴェボルシュ」と呼ばれる祭は、現在も多くの人を集めている。その1週間後に開かれる旧市街祭は、市内のサークルが参加して開催されている。
ケルスターバッハのサークル、協会、連盟などは、この他にも、スポーツ、音楽、歌謡イベントや啓発教育、研鑽教育、趣味の芸術、様々な分野の公益・社会活動を行っている。また、水難救命分野で最も貢献の高いサークルの一つである DLRGケルスターバッハは、この街に本部を置いている。

## 人物

### 出身者
- カイ・フンデルトマルク（1969年 - ）自転車ロードレースおよびトライアスロンの選手

## 引用
1. ↑  Hessisches Statistisches Landesamt: Bevölkerung in Hessen am 31.12.2023 (Landkreise, kreisfreie Städte und Gemeinden, Einwohnerzahlen auf Grundlage des Zensus 2011)]
2. ↑  Max Mangold, ed (2005). Duden, Aussprachewörterbuch (6 ed.). Dudenverl. p. 460. ISBN 978-3-411-04066-7
3. ↑  ヨハン・ヴォルフガング・ゲーテ大学考古学研究所: Gebung 2004/2005 in Kelsterbach（2013年4月6日 閲覧）
4. ↑  Alexander Heising: Hirschkult in Kelsterbach. Heimatkundliche Beiträge zur Geschichte von Kelsterbach 18, Kelsterbach 2008 ISBN 978-3-00-026425-2
5. ↑  Frankfurter Allgemeine Zeitung 2011年4月2日付け: Liebeserklärungen auf der Fürstentafel
6. ↑  Walter Keber: Kelsterbach ist mein Leben - Friedrich Treutels politisches Leben, pp. 34 - 35. (PDF)（2013年4月6日 閲覧）
7. ↑  Landesgeschichtliches Informationssystem Hessen: Historisches Ortslexikon: Kelsterbach（2013年4月6日 閲覧）
8. ↑  “Kommunalwahlen 1972; Maßgebliche Einwohnerzahlen der Gemeinden vom 4. August 1972” (PDF), Staatsanzeiger für das Land Hessen (Der Hessische Minister des Inneren) (33):  p. 1424, (1972)
9. ↑  “Kommunalwahlen 1977; Maßgebliche Einwohnerzahlen der Gemeinden vom 15. Dezember 1976” (PDF), Staatsanzeiger für das Land Hessen (Der Hessische Minister des Inneren) (52):  p. 2283, (1976)
10. ↑  “Kommunalwahlen 1985; Maßgebliche Einwohnerzahlen der Gemeinden vom 30. Oktober 1984” (PDF), Staatsanzeiger für das Land Hessen (Der Hessische Minister des Inneren) (46):  p. 2175, (1984)
11. ↑  “Kommunalwahlen 1993; Maßgebliche Einwohnerzahlen der Gemeinden vom 21. Oktober 1992” (PDF), Staatsanzeiger für das Land Hessen (Der Hessische Minister des Inneren) (44):  p. 2766, (1992)
12. ↑  “Eckwerte der regionalen Bevölkerungsentwicklung im Überblick” (PDF), Gemeindedatenblatt: Ginsheim-Gustavsburg (HA Hessen Agentur GmbH) 2021年8月10日閲覧。
13. ↑  “Die Bevölkerung der hessischen Gemeinden (30.06.2005)”. 2006年2月9日時点のオリジナルよりアーカイブ。2021年8月10日閲覧。
14. ↑  “Bevölkerung der hessischen Gemeinden (30.06.2010)”. 2010年11月23日時点のオリジナルよりアーカイブ。2021年8月10日閲覧。
15. ↑  “Ergebnisse des Zensus 2011”. 2021年8月10日閲覧。
16. ↑  “Bevölkerung der hessischen Gemeinden (30.06.2015)”. 2016年1月29日時点のオリジナルよりアーカイブ。2021年8月10日閲覧。
17. ↑  Christuskirchengemeinde Kelsterbach（2013年4月6日 閲覧）
18. ↑  Friedensgemeinde Kelsterbach（2013年4月6日 閲覧）
19. ↑  Katholische Kirche in Kelsterbach - Pfarrei Herz Jesu（2013年4月6日 閲覧）
20. ↑  2011年3月27日の市議会議員選挙結果、ヘッセン州統計局（2013年4月6日 閲覧）
21. ↑  ケルスターバッハ市の市長選挙結果、ヘッセン州統計局（2013年4月6日 閲覧）